# Ohwia
Ohwia, biljni rod iz porodice lepirnjača (Fabaceae) smješten u podtribus Desmodiinae, dio tribusa Desmodieae. Postoje dvije vrste (grmovi) raširene kroz jug Azije od Japana na istoku do Indije na zapadu.

## Vrste
1. Ohwia caudata (Thunb.) H.Ohashi
2. Ohwia luteola H.Ohashi